# Félix Marcotte
Pour les articles homonymes, voir Marcotte.
Félix Émile Marcotte est un skipper français né le 12 juin 1865 à New York (États-Unis) et mort le 26 juillet 1953 à Avon (Seine-et-Marne). 

## Biographie
Il est fils de Alexandre Léon Marcotte et de Louise Marie de Rudder.
Il épouse, à Paris, le 15 décembre 1904, Adrienne Claire Carré. De cette union, nait, en 1905, un enfant sans vie. De par son mariage, il se trouve être l'oncle maternel du peintre Pierre Adrien Ekman.
Au jour de son mariage et de la naissance de cet enfant, il déclare exercer la profession d'artiste peintre.

## Carrière
Félix Marcotte participe aux Jeux olympiques d'été de 1900 qui se déroulent à Paris.
À bord de Crabe II, il dispute les deux courses de classe ½ – 1 tonneau. Il remporte la médaille d'argent à l'issue de la première course et termine troisième de la seconde course, qui n'est pas reconnue par le Comité international olympique.